# Antoni Serra i Santamans
Antoni Serra i Santamans (el Pont de Vilomara, 23 d'agost de 1915 - setembre de 2001) fou un empresari català, germà de Jesús Serra i Santamans.

## Biografia
El seu pare era un botiguer del Pont de Vilomara. Es va diplomar en l'IESE. Es va distingir en el camp de les assegurances i del mutualisme, així com en el foment de la prevenció de malalties i accidents de treball. Va ser president de la mútua Asepeyo, fundada per la seva família el 1944 a partir de l'antic El Obrero Catalán (fundat en 1915). Va crear la Fundació Antoni Serra Santamans per ajudar els discapacitats. Va ser membre president del Banco de Huesca, del Casino de Manresa, assessor de Catalana-Occidente, president de la Fundació del Cercle d'Economia i el 1993 va rebre la Creu de Sant Jordi